# Höllenhaus

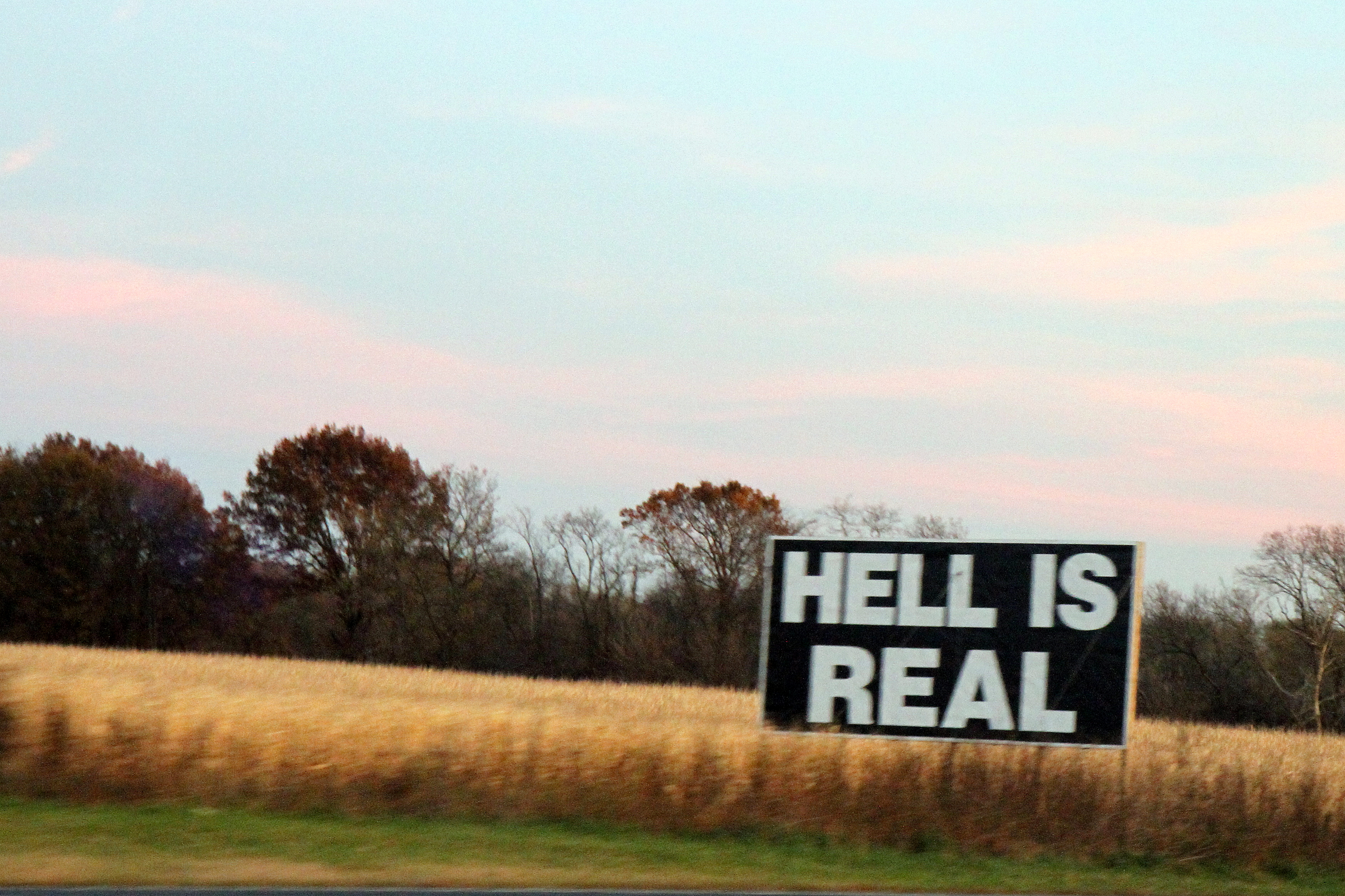
„Die Hölle ist Wirklichkeit“, Schild in Indiana

Höllenhäuser (englisch hell houses oder judgement houses) sind Spukhäuser, die seit den 1980er Jahren von fundamentalistisch-evangelikalen Gemeinden in den Vereinigten Staaten betrieben werden. Sie richten sich vornehmlich an Kinder und Jugendliche, denen durch die dargestellten Themen das Wertesystem der veranstaltenden evangelikalen Gruppen nahegebracht werden soll.

## Geschichte
In den 1970er Jahren eröffnete die Bewegung Youth for Christ in Bakersfield eine Spukattraktion mit dem Namen Scream in the Dark, die später von weiteren Ortsverbänden übernommen wurde. Obwohl von einer evangelikalen Organisation veranstaltet, hatte die Attraktion noch keine christliche Botschaft. Sie diente dem baptistischen Pastor Jerry Falwell als Inspiration für Scaremare: The House of Death, das erste Höllenhaus mit religiöser Zielsetzung.
George Ratliffs Dokumentarfilm Hell House (2001) berichtet, dass das Höllenhaus der Trinity Assembly of God Church in zehn Jahren 75.000 Besucher empfing, von denen 15.000 Mitglieder der Kirche wurden.

## Themen und Inhalte
Höllenhäuser sind ähnlich wie Spukhaus-Attraktionen aufgebaut, dienen jedoch im Wesentlichen der Verbreitung einer Botschaft basierend auf dem Wertesystem der evangelikalen Gruppen.
Typischerweise leitet ein als Satan verkleideter und mit entsprechenden Attributen (Dreizack und Ähnlichem) ausgestatteter Führer die Besucher durch die Räume, von denen jeder eine moralische Bedrohung für junge Menschen thematisiert. Dabei werden nicht nur die unmoralische Handlung und ihre weltlichen Folgen dargestellt, sondern auch auf die Folgen für das Seelenheil im Jenseits aufmerksam gemacht. Eine der für Höllenhäuser angebotenen Ausrüstungen bietet hierbei sieben bis zehn Standardthemen an, darunter Abtreibung, Homosexualität, außerehelicher Geschlechtsverkehr, Trunkenheit am Steuer, Drogen, Suizid und Schulmassaker. Verfehlungen wie Pornografiekonsum oder Lügen werden beiläufig als Wegbereiter schwererer Sünden erwähnt.
Jede Sünde wird schauspielerisch vorgeführt, wobei das Augenmerk auf die durch die Handlung hervorgerufenen Leiden gelegt wird. So etwa wird zum Thema Abtreibung ein weinendes, jugendliches Mädchen auf einem Operationstisch gezeigt, an dem Laienschauspieler einen Schwangerschaftsabbruch simulieren und der verstümmelte Fötus durch blutendes Tierfleisch nachgebildet wird. Der Erzähler berichtet dabei, dass das Mädchen vergewaltigt wurde, nachdem ihre moralischen Kräfte durch Ecstasykonsum nachließen. Der Raum, der Homosexualität behandelt, zeigt einen sterbenden schwulen Teenager mit Hautläsionen als Folge von AIDS, das sich dieser bei seinen sexuellen Abschweifungen zugezogen habe.
Höllenhäuser können als Gegenbewegung zu den populären Halloween-Festlichkeiten betrachtet werden, denen in kirchlichen Kreisen eine Verharmlosung des Okkulten nachgesagt wird.

## Kontroverse
Höllenhäuser sind wegen ihrer drastischen Darstellung  sowohl innerhalb als auch außerhalb des Evangelikalismus umstritten. Befürworter meinen, dass in Zeiten extremer moralischer Verwahrlosung extreme Mittel erforderlich seien. Höllenhäuser seien zeitgemäße Einrichtungen, die notwendig seien, um mit Halloween-Partys zu konkurrieren. Andere halten Höllenhäuser für eine übertrieben manipulative Art der Beeinflussung, die die persönliche Freiheit der Entscheidung für oder wider Jesus Christus vorwegnehme. Einige säkulare Pädagogen stehen den Höllenhäusern ablehnend gegenüber, da sie traumatische Wirkungen auf junge Besucher befürchten.

## Filme
- Hell House, (2001) von George Ratliff
- The Root of All Evil? (2006) von Richard Dawkins